# Katemin
Katemin (im 19. Jahrhundert auch Catemin) ist ein Ortsteil der Gemeinde Neu Darchau im Landkreis Lüchow-Dannenberg in Niedersachsen.
Das Dorf liegt westlich des Kernbereichs von Neu Darchau an der Landesstraße L 231 sowie an der L 232 und am Kateminer Mühlenbach, einem linken Nebenfluss der Elbe.

## Geschichte
Die Gemeinde Katemin gehörte bis 1972 zum Landkreis Lüneburg. Am 1. Juli 1972 wurde Katemin in den Landkreis Lüchow-Dannenberg und in die Gemeinde Neu Darchau eingegliedert.